# 東葉高速鉄道1000形電車
東葉高速鉄道1000形電車（とうようこうそくてつどう1000がたでんしゃ）は、1995年（平成7年）から2006年（平成18年）にかけて東葉高速鉄道に在籍していた通勤形電車である。
後継の2000系は2000形とはならずに“系”とされたが、その後も本形式は“系”に変更されることはなかった。

## 導入の目的
1996年（平成8年）4月の東葉高速線開業に合わせて、同社が1995年（平成7年）から、乗り入れ先である帝都高速度交通営団（以下「営団」）東西線で使用されていた5000系電車10両編成10本の計100両（全てセミステンレス車）を譲受し、整備改造した車両である。これらの他に10両編成2本の計20両も譲受しているが、その後の計画変更により鉄道車両としては入籍されなかった。
当初計画では新車導入も考えられていたが中古車両導入となった理由は、東葉高速線の建設費が当初予想を上回ったために（「東葉高速鉄道#設立の経緯と路線建設」を参照）車両製造費を削減する必要があったこと、同時期に営団が05系投入による5000系の置き換えを進めており丁度余剰となっていたこと、乗り入れで引き続き営団東西線を走行するのに際して検査など営団での取り扱い上有利だった（営団深川工場に委託していた）ことなどが挙げられる。
譲渡された車両は、1993年（平成5年）頃に05系の5 - 7次車により置き換えられた、5000系の3次車を中心とするグループである。東葉高速線の開業が当初の予定より遅れたため、営団で余剰となってからしばらくの間は深川検車区・行徳検車区（現・深川検車区行徳分室）・綾瀬検車区・新木場検車区（現・和光検車区新木場分室）に分散して保管された。
東葉高速線の開業は1996年4月27日だが、開業より早い同年3月16日に東西線のダイヤ改正が実施されたため、先行して同線内の営業運転に就いた。

## 改造
譲受にあたっては、特に東西線と相互直通運転をすることから東葉高速鉄道としての独自性と近代的なイメージをアピールするデザインをめざした。
改造工事は1995年（平成7年）4月より深川工場内の車体更新修繕場と新木場検車区（当時）内の新木場CRにおいてメトロ車両で実施された。改造後は同年12月上旬より順次、八千代緑が丘車両基地に回送された。
主な改造内容は以下の通り。

### 車外

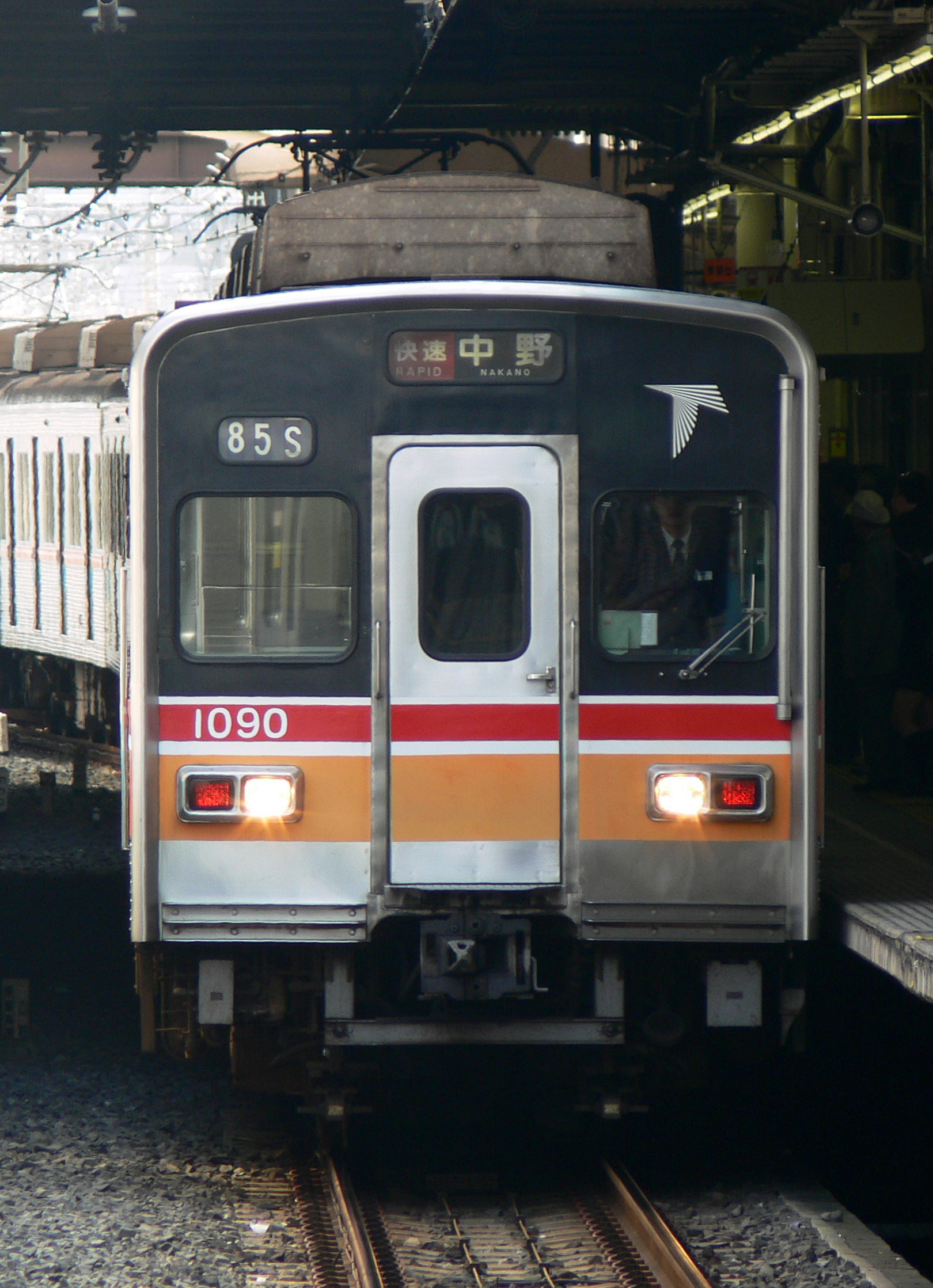
1000形の前面
（2006年10月17日 / 西船橋駅）

- 前面形状は、周辺が台形断面の部材で縁取られ[注 1]、縁取り内側の上半分は粘着フィルムでつや消し黒色に仕上げられ、下半分はコルゲートを撤去し、下端にはアンチクライマーが取り付けられた。また、前照灯と尾灯は左右対称に水平に並んだ丸型独立4灯から、配置は近似のまま左右の2灯ずつを角形のベゼルにまとめた角形4灯に取り替えられた。
- 東葉高速線は千葉と東京を東西に結ぶ路線であることから「陽は東から昇り西に沈む」ことをイメージし、「サンライズ（日の出・朝日）を表す赤」・「デイタイム（昼間）の白」・「サンセット（夕日）を表すオレンジ」のラインカラーを配置した[2]。
- 前面行先表示幕交換（ゴシック体→丸ゴシック体、ローマ字併記）。なお、側面表示器は設置されなかった。
- 車体台枠・屋根材・窓枠などの補修[注 2]、高圧・低圧艤装配線の取り換え。
- トンネル内温度上昇対策として制御装置とブレーキ装置の更新。（抵抗制御→界磁添加励磁制御、発電ブレーキ→回生ブレーキ）
- 冷房装置の搭載（譲受車は全て非冷房）。冷房・制御電源として静止形インバータ (SIV) を2台取り付け。
  - 冷房装置は三菱電機製集約分散式CU-764形 冷房能力24.5kW (21,000kcal/h) を2台搭載。
  - 電源装置は三菱電機製の190kVA出力、静止形インバータ（三相交流440V出力）である。この電源装置は5両分の冷房装置と2両分の制御装置励磁電源用として電源供給を行う。
- 床下機器はほとんど種車のままだが、改造に際して明るいグレーに塗り直されている。

### 車内
改造に際して、内装は全面的に更新されている。
- 客室
  - 側面は化粧板を白色系のものへ交換。床敷物は座席前がベージュ色、中央通路が東葉高速線沿線にあるクヌギの幹をイメージした茶色系のものへ交換。
  - 座席モケットは新緑の萌えたイメージの黄緑色地に黒松をイメージしたモザイク模様を入れた総柄モケットへ、優先席部は薄紫色系のものへ交換。
  - 客用ドアは新調し交換、ドアガラスを大形化・複層構造化し、車内側が化粧板仕上げとなった。また種車に戸袋窓のあったものは、車内外ともに板材を貼り戸袋窓を撤去（新製時から省略されていた車両と同様の外観）。
  - 側窓は種車から変更なく上段下降・下段上昇式の2段式のままだが、カーテンはベージュ色の物を新調。
  - 妻面は化粧板を白色系を基本として上部を緑色としたものへ交換。妻面窓および貫通扉は存置。
  - 網棚は種車によって金網式とパイプ式が混在のまま。つり革はいずれも白色の丸形、座席前レール方向とドア付近レール方向のみ設置。
  - 冷房用ダクトは同時期の営団5000系への改造と同様、車内側天井にFRP製のダクトを取り付けた簡易形のスポット式を搭載。扇風機は40cm径のものを新調し各車5台ずつ設置。
- 乗務員室
  - 乗務員室内は5000系時代とほぼ同じのまま。ただし、改造に際してJR線乗り入れ機器の撤去（運転台周辺機器・保安装置・列車無線装置・屋根上の列車無線アンテナなどの撤去）が実施されている。
  - 内装は濃淡の緑色系、計器盤は濃紺色である。マスコンハンドルはデッドマン装置付（力行1 - 4ノッチ）、ブレーキハンドルは電磁直通式である。
- その他
  - これらの改造は、同時期に営団が5000系に実施されていた冷房搭載改造や大規模改修工事B修工事（主に初期車が対象）施工車と同様の内容である。改造コストを抑えるため、冷房装置は屋根の補強を抑えられる集約分散方式とし、車体全体の補強も極力控えられた。同様の改造をした営団5000系は、改造後10 - 15年程度の使用が見込まれていた。

## 編成図
編成形態は5000系時代と変化ないが、車両番号は営団時代の装備機器と製造順によって付されるものから、車両の連結位置で付されるものに変更された。
- 千の位：系列名（全車両1）
- 百・十の位：編成番号 (01, 02 … 10)
- 一の位：東葉勝田台側から1, 2 … 0

具体的には以下のとおりである。以下、本項目では便宜上、F（Formation = 編成の略）を「編成名」として（第7編成なら「07F」として）解説する。
|          | ← 東葉勝田台西船橋・東西線中野 → | ← 東葉勝田台西船橋・東西線中野 → | ← 東葉勝田台西船橋・東西線中野 → | ← 東葉勝田台西船橋・東西線中野 → | ← 東葉勝田台西船橋・東西線中野 → | ← 東葉勝田台西船橋・東西線中野 → | ← 東葉勝田台西船橋・東西線中野 → | ← 東葉勝田台西船橋・東西線中野 → | ← 東葉勝田台西船橋・東西線中野 → | ← 東葉勝田台西船橋・東西線中野 → | 編成番号           |
| 車種     | 1000形 (1) (CT1)                 | 1000形 (2) (M1)                  | 1000形 (3) (M2)                  | 1000形 (4) (M1)                  | 1000形 (5) (Mc)                  | 1000形 (6) (Tc)                  | 1000形 (7) (M1)                  | 1000形 (8) (M2)                  | 1000形 (9) (M1)                  | 1000形 (0) (CM2)                 | 編成番号           |
| 搭載機器 | SIV                              | CONT                             | CP,MG                            | CONT                             | CP,MG                            | SIV                              | CONT                             | CP,MG                            | CONT                             | CP,MG                            | 編成番号           |
| 車両番号 | 1011 1021 ： 1091 1101           | 1012 1022 ： 1092 1102           | 1013 1023 ： 1093 1103           | 1014 1024 ： 1094 1104           | 1015 1025 ： 1095 1105           | 1016 1026 ： 1096 1106           | 1017 1027 ： 1097 1107           | 1018 1028 ： 1098 1108           | 1019 1029 ： 1099 1109           | 1010 1020 ： 1090 1100           | 01F 02F ： 09F 10F |

- 5号車、6号車は簡易運転台付だが、04Fの1046号車だけは簡易運転台はなく、車種は「T」である。
- CONT：主制御器（パンタグラフ搭載車）、SIV：静止形インバータ190kVA、MG：電動発電機12kVA、CP：空気圧縮機

- 橙字は5000系2次車
- 青字は5000系3次車
- 緑文字は5000系4次車
- 水色文字は5000系5次車
- ◇は東葉勝田台方に菱形集電装置を搭載
- 少なくとも※は5000系時代に戸袋窓閉鎖（5次車以降は新造時から）
- 車種ごとの搭載機器と製造次ごとの製造年は5000系の項を参照
- 車両の入れ替えは譲渡に伴うものを記載している

|                                                      | ←西船橋・中野／東葉勝田台→ | ←西船橋・中野／東葉勝田台→ | ←西船橋・中野／東葉勝田台→ | ←西船橋・中野／東葉勝田台→ | ←西船橋・中野／東葉勝田台→ | ←西船橋・中野／東葉勝田台→ | ←西船橋・中野／東葉勝田台→ | ←西船橋・中野／東葉勝田台→ | ←西船橋・中野／東葉勝田台→ | ←西船橋・中野／東葉勝田台→ | 備考                                                           |
| ---------------------------------------------------- | -------------------------- | -------------------------- | -------------------------- | -------------------------- | -------------------------- | -------------------------- | -------------------------- | -------------------------- | -------------------------- | -------------------------- | -------------------------------------------------------------- |
| 編成番号                                             | CM                         | M1◇                        | M2                         | M1◇                        | Tc/T                       | Mc/M                       | M1◇                        | M2                         | M1◇                        | CT                         | 備考                                                           |
| 営団第60編成                                         | 5010                       | 5332                       | 5684                       | 5331                       | 5910                       | 5110                       | 5344                       | 5683                       | 5321                       | 5810                       |                                                                |
| 営団第72編成                                         | ※5022                      | ※5266                      | ※5644                      | ※5265                      | ※5907                      | ※5107                      | ※5341                      | ※5643                      | ※5264                      | ※5822                      | 東葉1000形第8編成に改造→インドネシアへ譲渡                     |
| 営団第73編成                                         | 5023                       | 5269                       | 5646                       | 5268                       | 5912                       | 5112                       | 5346                       | 5245                       | 5267                       | 5823                       | 東葉1000形第11編成に改造→廃車                                  |
| 営団第74編成                                         | 5024                       | 5272                       | 5648                       | 5271                       | 5913                       | 5654                       | 5280                       | 5647                       | 5270                       | 5824                       | 5654は5113から、5280は5347から入れ替え（第77編成との間で交換） |
| 営団第86編成                                         | 5036                       | 5308                       | 5672                       | 5307                       | 5903                       | 5656                       | 5283                       | 5671                       | 5306                       | 5836                       | 譲渡時に一部他の編成と組み換え                                 |
| そのほか第69・70・71・75・76・82・94編成が譲渡された |                            |                            |                            |                            |                            |                            |                            |                            |                            |                            |                                                                |
| ↓                                                    |                            |                            |                            |                            |                            |                            |                            |                            |                            |                            |                                                                |
| 東葉高速01F                                          | 1010                       | 1019                       | 1018                       | 1017                       | 1016                       | 1015                       | 1014                       | 1013                       | 1012                       | 1011                       |                                                                |
| ：                                                   | ：                         | ：                         | ：                         | ：                         | ：                         | ：                         | ：                         | ：                         | ：                         | ：                         |                                                                |
| 東葉高速10F                                          | 1100                       | 1109                       | 1108                       | 1107                       | 1106                       | 1105                       | 1104                       | 1103                       | 1102                       | 1101                       |                                                                |

開業当初、09Fと10Fは開業前に乗務員訓練に使用されていた関係で本格的な改造を行うことができず、ラインカラーの変更と戸袋窓撤去のみの暫定的な改造で運用に入っていた（外部リンク参照）が、開業後に正式な改造が実施されている。また、尾灯や車側表示灯などの灯具には当初LEDが使用されていたが、経年劣化による照度低下により、後年電球に交換されている。
残りの2本は増発予備車として、上記の改造がなされずに東葉高速鉄道には入籍しないまま保留された。後に増車計画は中止となり、この時点で改造途中だった11Fは改造を中断された。この後は2本とも部品取り車となり、一部台車を他編成に供出して仮台車になった車両もあったものの、機器は車庫内の移動ができる程度に整備されていた。これらは2004年（平成16年）に新車置き換え計画が浮上したことから、翌2005年（平成17年）中に解体された。
登場時、社章は前面右上の計2か所のみに入れられていたが、2005年以降側面の戸袋部分にも順次緑色の社章ステッカーが追加で貼付された。

## 運用
改造時に東日本旅客鉄道（JR東日本、以下「JR」）線に対応する保安機器類と列車無線が撤去されているため、同線への乗り入れは不可能となった。ただし、深川工場への検査入場時などJR線に入らない運用に限って本来営団（→東京メトロ）車が使われる運用に充当される場合があった。

## 営業運転の終了

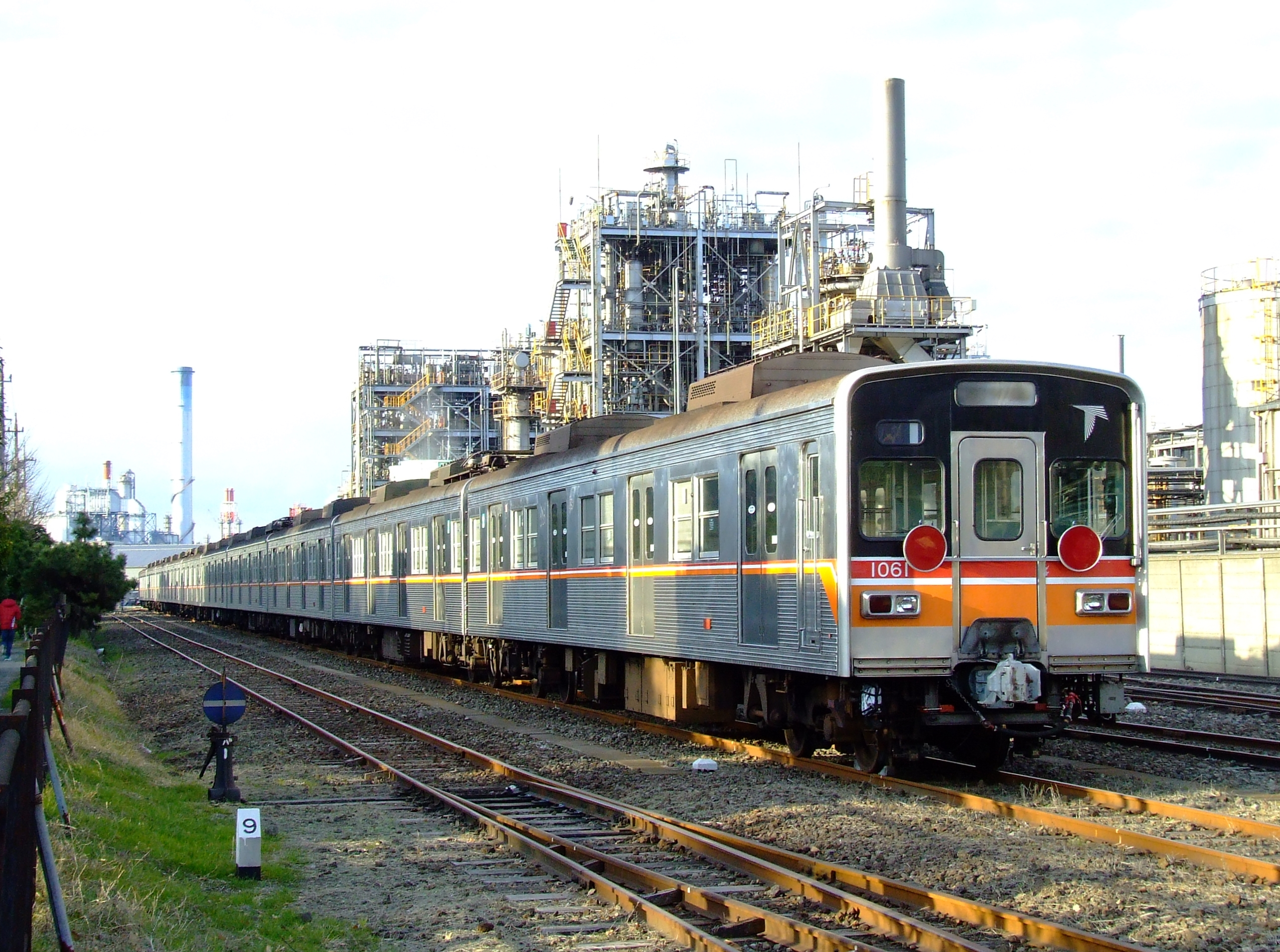
神奈川臨海鉄道の千鳥町駅に
留置される1061F

2001年（平成13年）1月に行われた運輸政策審議会答申第18号において、営団地下鉄東西線の輸送力増強対応として同線の保安装置をWS-ATC装置から新CS-ATC装置へと更新することが決定された。同線と相互乗り入れを行う東葉高速鉄道側も対応することを受け入れ、この時点で車両を改造で対応させるのか、新車で対応させるのか長期視点で種々検討を行った。
検討の結果、本形式に新CS-ATC対応改造を実施した場合、経年を考慮すると近い将来に車両の更新が必要となり、改造費用が無駄となることも判明した。2001年9月、当初の計画より車両更新時期を早め更新用の新車を導入することが決定された。
その後、2004年（平成16年）12月7日より後継車である2000系の営業運転が開始された。これにより本系列は順次置き換えられ、2000系の導入から2年を経た2006年（平成18年）12月3日に東葉高速線内での営業運転を終了した。
最後まで使用された06Fは、12月4日に深川検車区への移動を兼ねて東西線の朝ラッシュ時の東京メトロ車の運用に入り、東西線での営業運転も終えた。この際、1061は最初で最後の女性専用車指定を受けた。営業運転終了に際し、2007年初頭に大々的にイベントが行われた5000系とは異なり、記念パスネットカードの発売はされたものの、車両への記念シールの貼り付けなど特別なことは一切されなかった。
なお、2006年11月20日から東西線に女性専用車が設定されたが、1000形は営業運転終了が間近で休日運用のみの予備扱いとされたため、06F以外は告知シールは貼付されなかった。
運用離脱車は順次解体されていたが、最後まで残存していた06Fを含む最終3編成については解体されず、東京メトロ5000系ステンレス車と共に、インドネシアの鉄道会社であるPT. Kereta Api（現.PT Kereta Commuter Indonesia）にジャカルタ近郊の通勤電車用として売却されることとなり、2006年10月に09Fが、11月に08Fが、2007年1月に06Fがそれぞれ深川検車区から甲種車両輸送されている。06Fは現地でholeckと衝突事故を起こしたが、無事に営業復活した。現在は東葉塗装から現地塗装に塗り直されている。

### 各編成の廃車日
廃車された編成および代替で営業開始した2000系の編成は以下の通り。
- 01F（2005年4月6日廃車）→2103F
- 02F（2005年11月21日廃車）→2104F
- 03F（廃車日不明・2005年12月解体）→2107F
- 04F（2005年12月5日廃車）→2106F
- 05F（2005年11月27日廃車）→2105F
- 06F（2006年12月4日離脱・インドネシアへ売却）→2110F
- 07F（2005年1月30日廃車）→2102F
- 08F（2006年11月中旬離脱・インドネシアへ売却）→2109F
- 09F（2006年10月27日離脱・インドネシアへ売却）→2108F
- 10F（2005年1月17日廃車）→2101F
- 11F・12F（廃車済・2005年6月上旬解体）
- 他に増発用として2111Fが投入されている。